# Coriolanus (Cikker)
Coriolanus je opera slovenského skladatele Jána Cikkera na vlastní libreto podle stejnojmenného dramatu Williama Shakespeara.

## Vznik, charakteristika a historie díla
Cikker psal operu v letech 1970 až 1972, libreto si - jako u všech oper z pozdního období - vytvořil sám na základě literární předlohy. Shakespearovu tragédii přitom značně zkrátil (jeho 5 dějství a 29 obrazů směstnal do 3 dějství a 17 obrazů), přičemž vynechal zejména bojové scény, které jsou v opeře zastupovány scénami příprav na vojenská tažení a návratu z nich. Tím však libreto není zbaveno násilných scén; naopak například scény lynčování tribunů se odehrávají přímo na jevišti, zatímco u Shakespeara se o nich jen vypráví.
Coriolanův charakter je prokreslen mnohoznačněji a zejména emotivněji: je to pyšný a ctižádostivý římský patricius, ale též milující syn, manžel a otec, jsou to jeho vášně a vnitřní rozpory, které jej vyvedou na vrchol slávy a následně k pádu. Jeho hlavním protihráčem se v opeře stává římský lid, který je na scéně přítomen více než titulní hrdina a je významným hybatelem děje (i když zdaleka ne pouze kladným, naopak jeho se ukazuje jeho lehkověrnost, vrtkavost a násilnost). Poněkud upozaděna (ale též zlidštěna) je postava hrdinovy matky Volumnie a naopak vyzvednuta postava jeho manželky Virgilie. Některé vedlejší postavy byly vypuštěny, na některých místech byl však děj i rozšířen tam, kde tím bylo možné využít ryze operních prostředků (ansámbly, sbory). Zatímco řada Shakespearových referencí na pozdně římské reálie padla za oběť škrtům, antickou atmosféru příběhu posílily citace Eurípida, Sofokla a Palladia.
Celkově je Cikkerova úprava velmi zdařilá. Děj sestává z poměrně krátkých obrazů (což s sebou nese značné inscenační nároky), z nichž nepárové vždy slouží jako jakási intermezza. Dějová linie vrcholí na konci 2. a začátku 3. dějství, zatímco etické vyvrcholení nastává v závěru opery.
Stejně jako jiné Cikkerovy opery je Coriolanus symfonická opera, v níž těžiště hudby spočívá v orchestru. Oproti jeho bezprostředně předcházejícím operám je však zpěvnější, zpěváci mají kantilénové úseky, byť krátké. Novinkou v Cikkerově operním díle je velká úloha, kterou přiděluje sboru; jeho party jsou také interpretačně velmi náročné. Orchestrální sazba je lehčí a průzračnější, ale dynamikou i barvou ostřejší. V hudbě zaujme polymelodika a polyrytmika; na dvou místech Cikker cituje motiv osudu z Beethovenovy Páté symfonie. Celkově lze podle Ľudmily Polákové v této opeře najít – po lidové melodice Jury Jánošíka a Bega Bajazida a po expresivním jazyce oper Mister Scrooge, Vzkříšení a Hra o lásce a smrti – „tendenci k nové syntéze melodického základu, k vytváření dlouhých výrazných melodických linií plných napětí“.
Cikkerův Coriolanus je skladatelovou bezprostřední uměleckou reakcí na události roku 1968. Vyznačuje se zvláštní strohostí a je možné mu přisuzovat různý ideový výklad. I z ideologických důvodů proto musel dlouho čekat na uvedení na Slovensku.
Premiéru měl Coriolanus o dva roky později v pražském Národním divadle. Československý rozhlas pořídil při té příležitosti dosud nevydanou nahrávku. V témže roce se hrála též v německém Mannheimu a roku 1977 ve Výmaru. Roku 2011, ke 100. výročí Cikkerova narození, operu inscenovala Štátna opera v Banské Bystrici; jednalo se o slovenskou premiéru tohoto Cikkerova díla.

## Osoby a první obsazení
| osoba                                                    | hlasový obor  | premiéra (4.4.1974) | slovenská premiéra (14.10.2011) |
| -------------------------------------------------------- | ------------- | ------------------- | ------------------------------- |
| Gaius Marcius, římský vojevůdce, později zván Coriolanus | baryton       | Antonín Švorc       | Martin Popovič                  |
| Virgila, jeho žena                                       | soprán        | Daniela Šounová     | Katarína Perencselová           |
| Volumnia, jeho matka                                     | alt           | Ivana Mixová        | Alena Hodálová                  |
| Menenius Agrippa, přítel Coriolana                       | bas           | Eduard Haken        | Ivan Zvarík                     |
| Cominius, přítel Coriolana                               | tenor         | Oldřich Špisar      | Peter Schneider                 |
| Sicinius, tribun lidu                                    | tenor         | Jan Hlavsa          | Dušan Šimo                      |
| Brutus, tribun lidu                                      | baryton       | Josef Heriban       | Igor Lacko                      |
| Edil, posel senátu                                       | tenor         | Miloslav Jelínek    | Jakub Janíček                   |
| Tullus Aufidius, vojevůdce Volusků                       | tenor         | Jaroslav Stříška    | Michal Hýrošš                   |
| Marcius                                                  | dětská role   | Petr Forman         | Daniel Ďurica                   |
| 1. občan                                                 | tenor         | Jan Janda           | Matej Bartko                    |
| 2. občan                                                 | baryton       | Pavel Hlavica       | Slavomír Macák                  |
| 3. občan                                                 | bas           | Jiří Joran          | Dušan Kubíny ml.                |
| 4. občan                                                 | bas           | Otakar Havránek     | Daniel Kováčik                  |
| 5. občan                                                 | tenor         | Lubomír Havlák st.  | Jozef Rochovský                 |
| Senátor                                                  | bas           | Bohuslav Maršík     | Marián Hadraba                  |
| Mladá žena                                               | mezzosoprán   | Blanka Vítková      | Diana Deáková                   |
| 1. Aufidiova služka                                      | soprán        | Marcela Lemariová   | Michaela Sojčáková              |
| 2. Aufidiova služka                                      | alt           | Ludmila Hanzalíková | Anna Ondreková                  |
| Aufidiův sluha                                           | tenor         | Milan Karpíšek      | Peter Vigaš                     |
| Předák                                                   | bas           | …                   | Štefan Babjak ml.               |
| Římané a Voluskové, patriciové a plebejové               |               |                     |                                 |
| Dirigent:                                                | Dirigent:     | Zdeněk Košler       | Marián Vach                     |
| Režie:                                                   | Režie:        | Přemysl Kočí        | Roman Polák                     |
| Choreografie:                                            | Choreografie: | …                   | Stanislava Vlčeková             |
| Scéna:                                                   | Scéna:        | Josef Svoboda       | Jaroslav Valek                  |
| Kostýmy:                                                 | Kostýmy:      | Jarmila Konečná     | Peter Čanecký                   |

## Děj opery
Děj opery se odehrává v Římě přibližně v letech 493-488 př. n. l.

### 1. dějství
Římský lid sužovaný hladem a nouzí se bouří proti patriciům, podněcován tribuny Siciniem a Brutem. Jeho hněv se obrací zejména proti bohatému, byť ctnostnému vojevůdci Gaiovi Marciovi, který již vícekrát zachránil Řím před útokem nepřátel. Menenius Agrippa svého přítele Gaia Marcia hájí, je však davem ztýrán; podaří se mu ale Marcia varovat. Dav přitáhne k vojevůdci a vyčítá mu prodejnost a zbabělost. V tom okamžiku přináší edil zprávu o tom, že poblíž Corioli shromažďují svá vojska proti Římu Voluskové vedení Tullem Aufidiem. Marcius se vydává ke svému vojsku.
Zatímco se Voluskové chystají k boji, v Římě utěšuje Marciova matka Volumnia jeho manželku Virgilii, která měla vidění umírajícího bojovníka. Volumnia vidí ve válce příležitost k tomu, aby její syn prokázal svou statečnost, Virgilia v ní ale vidí jen smrt a zmar. Gaius Marcius se římským vojskem Volusky drtivě porazí a senát vojevůdci přiznává čestné přízvisko Coriolanus. Aufidius přísahá pomstu.

### 2. dějství
Coriolanus má být pro své zásluhy zvolen konzulem, přes varování manželky však upadne do rozepře se senátem i s lidem. Jen nerad poslechne rady, aby se o hlasy občanů ucházel v prostém šatě, řečnil a ukazoval své rány z bojů, i lidu je však patrný ironický odstup, s nímž tak činí. Přesto to vypadá, že bude zvolen, ale tribunové proti němu opět brojí a tvrdí lidu, že Coriolanus usiluje jen o osobní moc. Matka a manželka Coriolanovi radí usmířit se s lidem, ten se o to pokusí, ale tribunům se přesto podaří dosáhnout jeho vyhoštění z města. Provázen výsměchem davu se Coriolanus loučí s přáteli a odchází z města.

### 3. dějství
Coriolanus nabízí své služby Voluskům a Aufidiovi. Aufidius přijímá, ale hrozí mu smrtí, pokud by od svého záměru posléze ustoupil. Když Coriolanus obléhá se svým vojskem Řím, lid v hněvu usmrtí oba tribuny. Coriolanovi přátelé v čele s Meneniem se snaží mezi Římem a zhrzeným vojevůdcem prostředkovat, ale bezúspěšně. Teprve když k němu přijdou za Řím prosit jeho matka a manželka s malým synem, přesvědčí Coriolana, aby nebojoval proti své vlasti a uzavřel s ní mír. Aufidius a Voluskové jej pro zradu zabijí; Virgilia se hroutí nad Coriolanovou mrtvolou.

## Instrumentace
Tři flétny, tři hoboje, čtyři klarinety, tři fagoty; čtyři lesní rohy, čtyři trubky, tři pozouny, tuba; tympány, bicí souprava; harfa; celesta; xylofon; zvony; smyčcové nástroje (housle, violy, violoncella, kontrabasy).

## Nahrávky
- 1974, nahrávka z inscenace v Národním divadle 1975 s původními interprety. Vydal Opus roku 1975 jako LP a roku 2011 jako CD (Opus 910138-2) v rámci edice 100 svých nejvýznamnějších alb.[21]